# 24337 Johannessen
24337 Johannessen este un asteroid din centura principală de asteroizi.

## Descriere
24337 Johannessen este un asteroid din centura principală de asteroizi. A fost descoperit pe 5 ianuarie 2000 la Socorro, New Mexico, în cadrul proiectului LINEAR. Asteroidul prezintă o orbită caracterizată de o semiaxă mare de 2,29 ua, o excentricitate de 0,15 și o înclinație de 7,5° în raport cu ecliptica.